# Phú An (phường)
Phú An là một phường thuộc Thành phố Hồ Chí Minh, Việt Nam.

## Địa lý
Xã Phú An nằm ở phía nam thành phố Bến Cát, cách trung tâm thành phố 10 km về phía nam và cách trung tâm thành phố Thủ Dầu Một 12 km về phía tây bắc, có vị trí địa lý: 
- Phía đông giáp phường Tân Định và thành phố Thủ Dầu Một
- Phía tây giáp phường An Tây
- Phía nam giáp Thành phố Hồ Chí Minh
- Phía bắc giáp các phường An Điền và Thới Hoà.

Xã Phú An có diện tích 19,76 km², dân số năm 2021 là 16.105 người, mật độ dân số đạt 815 người/km².
Xã Phú An nằm giữa hai sông: sông Sài Gòn và sông Thị Tính. Sông Thị Tính là ranh giới tự nhiên của xã và thành phố Thủ Dầu Một, sông Sài Gòn ngăn cách xã với Thành phố Hồ Chí Minh.

## Hành chính
Xã Phú An được chia thành 5 ấp: An Thuận, Bến Giảng, Bến Liễu, Phú Thuận, Phú Thứ.

## Lịch sử
Địa bàn xã Phú An hiện nay xưa kia thuộc một thôn của tổng Bình Thạnh Thượng (BTT), tỉnh Gia Định. Tổng BTT bao gồm 12 thôn: An Sơn, An Thành Tây, An Thuận, An Thành, Định Thành, Kiến An, Kiến Điền, Phú Thứ, Phú Thuận, Thanh Điền, Thanh An, Thành Trị (Bến Súc). Thôn Định Thành sau này trở thành thị trấn Dầu Tiếng, thị trấn huyện lỵ của huyện Dầu Tiếng như hiện nay.
Năm 1867 Pháp chia Nam Kỳ thành 24 hạt thanh tra, tổng BTT thuộc về hạt thanh tra Sài Gòn (bao gồm 12 thôn như cũ).
Năm 1871 Thống đốc Nam Kỳ ban nghị định điều chỉnh 24 hạt thanh tra xuống còn 18 hạt, hạt Thủ Dầu Một vẫn tồn tại và được nhận thêm tổng BTT được tách ra từ hạt Sài Gòn.
Năm 1916 trên địa bàn tỉnh Thủ Dầu Một, thành lập quận Tương An gồm 4 tổng người Kinh ở xa tỉnh lỵ, trong đó có tổng BTT gồm có 11 làng: An Sơn, Kiến Điền, An Thành Tây, Định Thành, Phú Thứ, An Thành thôn, Kiến An, Phú Thuận, Thanh An, Thanh Điền (không có làng Thành Trị tức Bến Súc).
Ngày 30 tháng 07 năm 1926 quận Tương An giải thể và thành lập hai quận mới là Châu Thành và Bến Cát. Quận lỵ Châu Thành đặt ở làng Phú Cường, tỉnh Thủ Dầu Một. Quận lỵ Bến Cát đặt ở xã Mỹ Phước gồm có hai tổng là Bình Hưng và BTT. Ở tổng BTT có một số thay đổi như sau: Nhập làng Phú Thuận với làng Phú Thứ thành làng An Tây Thôn. Nhập làng An Sơn với làng Kiến Điền thành làng An Điền xã. Nhập làng Thanh Điền và làng Thanh Trì thành làng Thanh Tuyền. Các làng Định Thành, Kiến An, Thanh Sơn vẫn giữ nguyên không thay đổi.
Từ năm 1955 - 1975 chính phủ Việt Nam Cộng Hoà chia tỉnh Thủ Dầu Một ra làm 3 tỉnh Phước Long, Bình Long & Bình Dương, tổng BTT thuộc về tỉnh Bình Dương, trong tỉnh chia ra làm 6 quận, trong đó có quận Bến Cát và quận Dầu Tiếng. Quận Dầu Tiếng gồm một phần tổng BTT với 4 thôn: Định Thành, Thanh An, Thanh Tuyền, Kiến An. Phần còn lại của tổng BTT thuộc về quận Bến Cát gồm có: xã An Điền, thôn An Tây và thôn Phú An.
Tháng 02 năm 1976 hợp nhất 3 tỉnh Bình Dương, Bình Long và Phước Long thành tỉnh Sông Bé, sáp nhập 3 xã An Điền, An Tây và Phú An thuộc quận Bến Cát cũ thành xã Tây Nam thuộc huyện Bến Cát, tỉnh Sông Bé.
Xã Phú An cùng với các xã An Điền và An Tây, được thành lập vào năm 1979 trên cơ sở chia tách từ xã Tây Nam.
Trước năm 1975, xã Phú An nằm trong vùng Tam Giác Sắt, là vùng có chiến tranh ác liệt bậc nhất miền Nam Việt Nam.
Ngày 19 tháng 3 năm 2024, Ủy ban Thường vụ Quốc hội ban hành Nghị quyết số 1012/NQ-UBTVQH15 (nghị quyết có hiệu lực từ ngày 1 tháng 5 năm 2024) về việc thành lập thành phố Bến Cát thuộc tỉnh Bình Dương. Theo đó, xã Phú An thuộc thành phố Bến Cát.

## Kinh tế - xã hội

### Kinh tế
Có địa hình đồng bằng thích hợp với việc trồng lúa, cây ăn quả, mía, sắn; chăn nuôi các loại gia súc như heo, bò.
Phú An nguyên cũng nổi tiếng với làng nghề bánh tráng.
Xã hiện có trên 90 doanh nghiệp đóng trên địa bàn.
Viện Nghiên cứu Mía Đường đóng trụ sở trên địa bàn xã, là trung tâm nghiên cứu có quy mô lớn nhất nước về cây mía.

#### Thương mại
Xã Phú An có chợ Phú Thứ khá nổi tiếng trong vùng.

### Xã hội

#### Giáo dục
Xã Phú An được thừa hưởng các trường học có từ thời xã Tây Nam cũ. Trong các năm vừa qua ngành giáo dục đã xây dựng mới hoàn toàn các trường học như:
- Trường MN Mầm Xanh
- Trường MG Phú An
- Trường TH Hồ Hảo Hớn
- Trường THCS Phú An
- Trường THPT Tây Nam.

## Du lịch
- Khu bảo tồn vườn tre Phú An (liên kết với Pháp)
- Địa đạo Tây Nam
- Di tích Xe tăng cháy,...

## Danh nhân
- Xã Phú An là quê hương của nguyên chủ tịch nước Nguyễn Minh Triết.

## Giao thông
- Xã Phú An có tỉnh lộ 744 (từ khoảng km số 7 đến km số 12) và tỉnh lộ 748 chạy qua
- Tỉnh lộ 744 đoạn qua xã Phú An đã được nâng cấp và mở rộng
- Cầu Ông Cộ và cầu Ông Cộ 2 trên sông Thị Tính là nút giao thông quan trọng nối thành phố Thủ Dầu Một với xã Phú An và huyện Dầu Tiếng
- Xã Phú An tiếp giáp với 8 xã, phường nhưng chỉ có đường giao thông qua 4 xã, phường. Còn lại phải đi đò qua huyện Củ Chi, Thành phố Hồ Chí Minh.